# Hidroscarbroïta
La hidroscarbroïta és un mineral de la classe dels carbonats. Rep el seu nom pel seu contingut d'aigua i per la seva relació amb la scarbroïta.

## Característiques
La hidroscarbroïta és un carbonat de fórmula química Al14(CO₃)₃(OH)36·nH₂O. Cristal·litza en el sistema triclínic. S'altera irreversiblement quan s'exposa a l'aire. Tot i ser una espècie aprovada per l'Associació Mineralògica Internacional, el seu estatus actualment és qüestionable.
Segons la classificació de Nickel-Strunz, la hidroscarbroïta pertany a «05.DA: Carbonats amb anions addicionals, amb H₂O, amb cations de mida mitjana» juntament amb els següents minerals: dypingita, hidromagnesita, giorgiosita, widgiemoolthalita, artinita, indigirita, clorartinita, otwayita, zaratita, kambaldaïta, cal·laghanita, claraïta, scarbroïta, caresita, quintinita, charmarita, stichtita-2H, brugnatel·lita, clormagaluminita, hidrotalcita-2H, piroaurita-2H, zaccagnaïta, comblainita, desautelsita, hidrotalcita, piroaurita, reevesita, stichtita i takovita.

## Formació i jaciments
Va ser descoberta l'any 1829 a la bahía sud (South Bay), a la localitat de Scarborough, al comtat de North Yorkshire, Anglaterra (Regne Unit). Es tracta de l'únic indret on ha estat trobada aquesta espècie mineral.